# Washington County, Colorado
 Washington County är ett county i nordöstra delen av delstaten Colorado. Den administrativa huvudorten (county seat) är Akron och ligger cirka 160 km nordost om delstatens huvudstad Denver och cirka 100 km väster om gränsen till delstaten Nebraska. Countyt har fått sitt namn efter George Washington, USA:s förste president.

## Geografi
Enligt United States Census Bureau har countyt en total area på 6 537 km². 3 529 km² av den arean är land och 8 km² är vatten.

### Angränsande countyn
- Logan County, Colorado - nordöst
- Yuma County, Colorado - öst
- Kit Carson County, Colorado - sydöst
- Lincoln County, Colorado - sydväst
- Adams County, Colorado - väst
- Arapahoe County, Colorado - väst
- Morgan County, Colorado - väst

### Större orter
- Akron